# Takao Furuno
Takao Furuno (Nacido 1950) es un granjero japonés, social entrepreneur, filántropo, voluntario de ayuda privada, y creador del método de cultivo de arroz con patos Aigamo.

## Biografía
Nacido en 1950, Takao Furuno vive en la Prefectura de Fukuoka, Kyushu, Japón, una región rural del oeste del archipiélago japonés. Siendo un pequeño granjero,  fue uno  de los primeros en utilizar métodos de agricultura orgánica en Japón, empezando en 1978. Por su cuenta, encontró en el famoso libro de Rachel Carson, Primavera Silenciosa, la motivación para dirigir su granja en una dirección nueva.

## Evolución del Método Aigamo

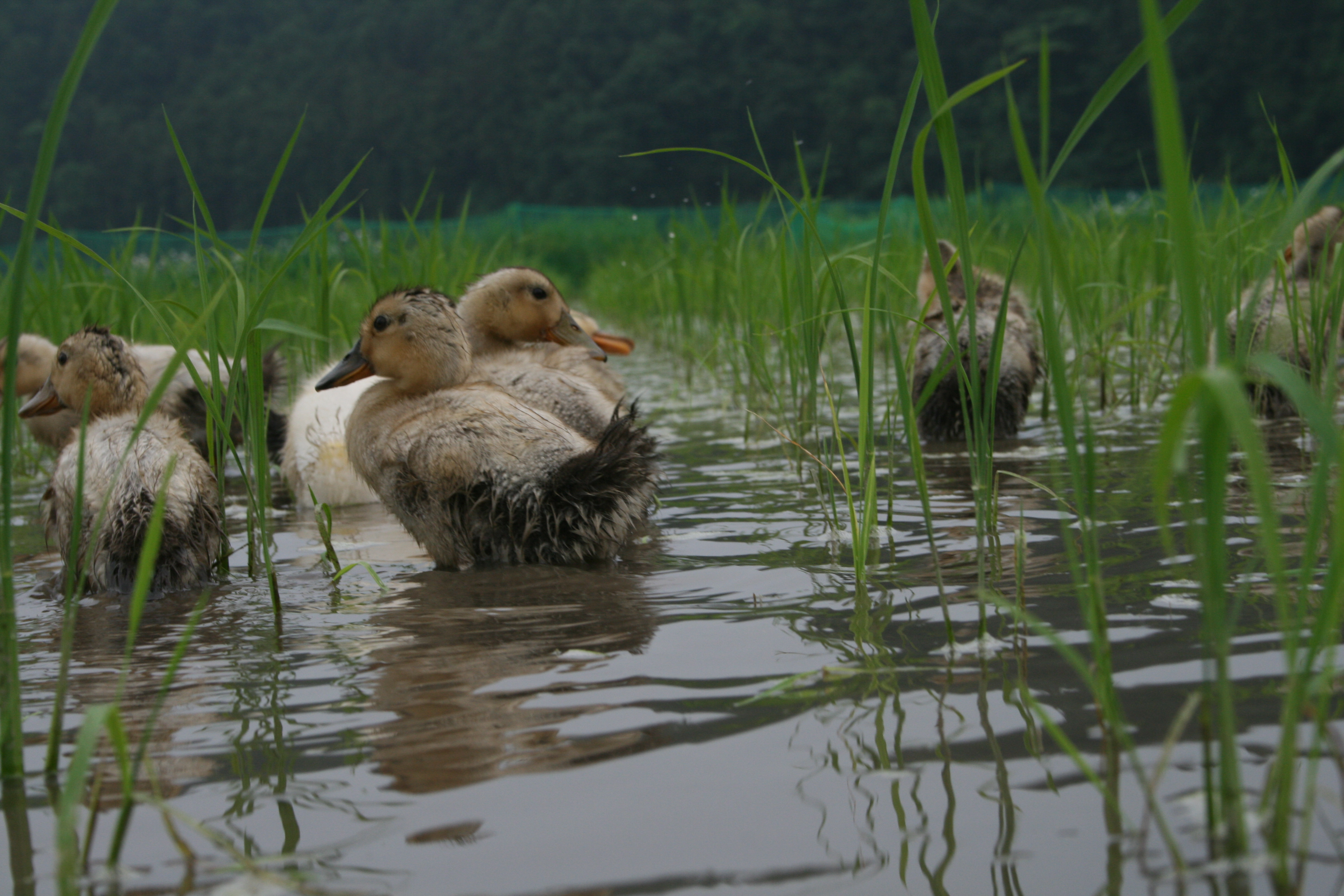
Patos Aigamo en un arrozal —合鴨農法

Después de diez años de utilizar prácticas de agricultura orgánica, Furuno supo de un método de cultivo de arroz tradicional japonés consistente en utilizar patos para eliminar las malas hierbas en los campos de arroz, el "Método Aigamo." Su primer experimento fue un éxito, pero no sin problemas. En este sistema, los patitos Aigamo son introducidos en los arrozales para el propósito de (1) proporcionar abono natural, (2) fortalecer los plantones de arroz por oxigenación del agua gracias a la turbulencia causada por la acción de natación de los patitos, así como (3) eliminar las malas hierbas y comer insectos. Una temporada, la enfermedad destruyó el cultivo entero de Furuno. Además, durante tres años, los perros se comieron sus patos, hasta que  instaló vallas eléctricas. Además, Furuno tuvo que mantener alejadas las aves de presa, que volaban sobre los arrozales para una comida rápida.
No obstante, mediante investigación y observación continuas, Furuno fue capaz de identificar la edad óptima para liberar los patitos en los arrozales (7 días), el número que tendría que ser introducido para cada décimo de hectárea (15-30), y el momento en que los patitos tendrían que ser retirados para trabajar en un arrozal (8 semanas) para que no se comieran el arroz. Por experimentación,  descubrió también que la adición de cierta especie de pez (lochas) y un alga que fija el nitrógeno (lenteja de agua) a los campos aumentaba el crecimiento tanto del arroz como de los patos, y simultáneamente suministraba nutrición para los patos. Los cables tendidos a intervalos a través de los campos disuadían a las aves rapaces.
Hacia 1989,  Furuno había redisenado el método para convertirlo en un sistema de cultivo de arroz y cría de patos integrado, sostenible y orgánico, y de resultados reproducibles. Hoy, además de proteger la salud de su familia, Furuno también produce cosechas sin el uso de sustancias químicas con rendimientos iguales o superiores a aquellos de los labradores que todavía utilizan métodos convencionales. Furuno ha comercializado exitosamente su "arroz de pato", el cual vende actualmente un 20-30% más caro que el arroz de cultivo convencional, en Japón y en otros países. Hoy, su granja de 3.2 hectáreas produce arroz, vegetales orgánicos, huevos, patos, y patitos.
A través de sus escritos, viajes, conferencias y cooperación con gobiernos y organizaciones agrícolas, sus métodos han sido adoptados por más de 75.000 labradores en Japón, Corea, China, Vietnam, Filipinas, Laos, Camboya, Malasia, Bangladés, Irán, y Cuba. La adopción de este método aumenta los ingresos de un labrador, disminuye su carga de trabajo, y reduce el daño medioambiental, a la vez que aumenta la seguridad del suministro alimentario regional y local. Cuando los patos no son ya necesarios, son usados para consumo humano o vendidos, con lo cual incrementan considerablemente los ingresos familiares y la ingesta de proteína. Los labradores que utilizan el método Aigamo también tiene más tiempo para gastar con su familia o haciendo otras cosas. En el pasado se estimó que la retirada manual de malas hierbas de los arrozales requiere 240 persona-horas por hectárea cada año.